# Радивановка
Радива́новка (укр. Радиванівка) — село в Каменском районе Черкасской области Украины.
Население по переписи 2001 года составляло 524 человека. Почтовый индекс — 20832. Телефонный код — 4732.

## Местный совет
20832, Черкасская обл., Каменский р-н, с. Радивановка, ул. Ленина, 1